# Narakot
Narakot (en népalais : नराकोट) est un comité de développement villageois du Népal situé dans le district de Jumla. Au recensement de 2011, il comptait 3 518 habitants.